# Palazzo di Christiansborg
Il palazzo di Christiansborg (in danese Christiansborg Slot, pronuncia /krɪsdjænsˈbɔːɐ̯ˀ/) è un palazzo reale di Copenaghen, in Danimarca, posto sull'isoletta di Slotsholmen (che significa per l'appunto Isola del castello), nel centro storico della capitale, oggi sede del parlamento danese, degli uffici del Ministro di Stato e della Corte suprema. Alcune parti del palazzo, inoltre, sono utilizzate dalla famiglia reale, tra cui le sale di rappresentanza, la cappella reale e le stalle reali.
Il palazzo è dunque la sede dei tre poteri supremi della Danimarca: il potere esecutivo, il potere legislativo e il potere giudiziario. Esso è l'unica struttura al mondo ad avere in contemporanea in sé i tre organismi statali. Il palazzo di Christiansborg è proprietà dello stato danese.
L'attuale struttura, la terza ad essere costruita sul sito, è l'ultimo di una serie di castelli e palazzi sin dall'erezione della prima rocca nel 1167. Esso è stato sede dell'amministrazione centrale dello stato danese dal XV secolo e sino al 1794 esso è stata la principale residenza dei re danesi, divenendo sede del parlamento nazionale dal 1849.
Il palazzo attualmente presenta anche una serie di stili architettonici diversi in quanto subì due pesanti incendi, il primo nel 1794 ed il secondo nel 1884. La parte principale del palazzo, terminata nel 1928, presenta uno stile neobarocco. La cappella risale al 1826 ed è realizzata in stile neoclassico.

## Storia

### Castello di Absalon

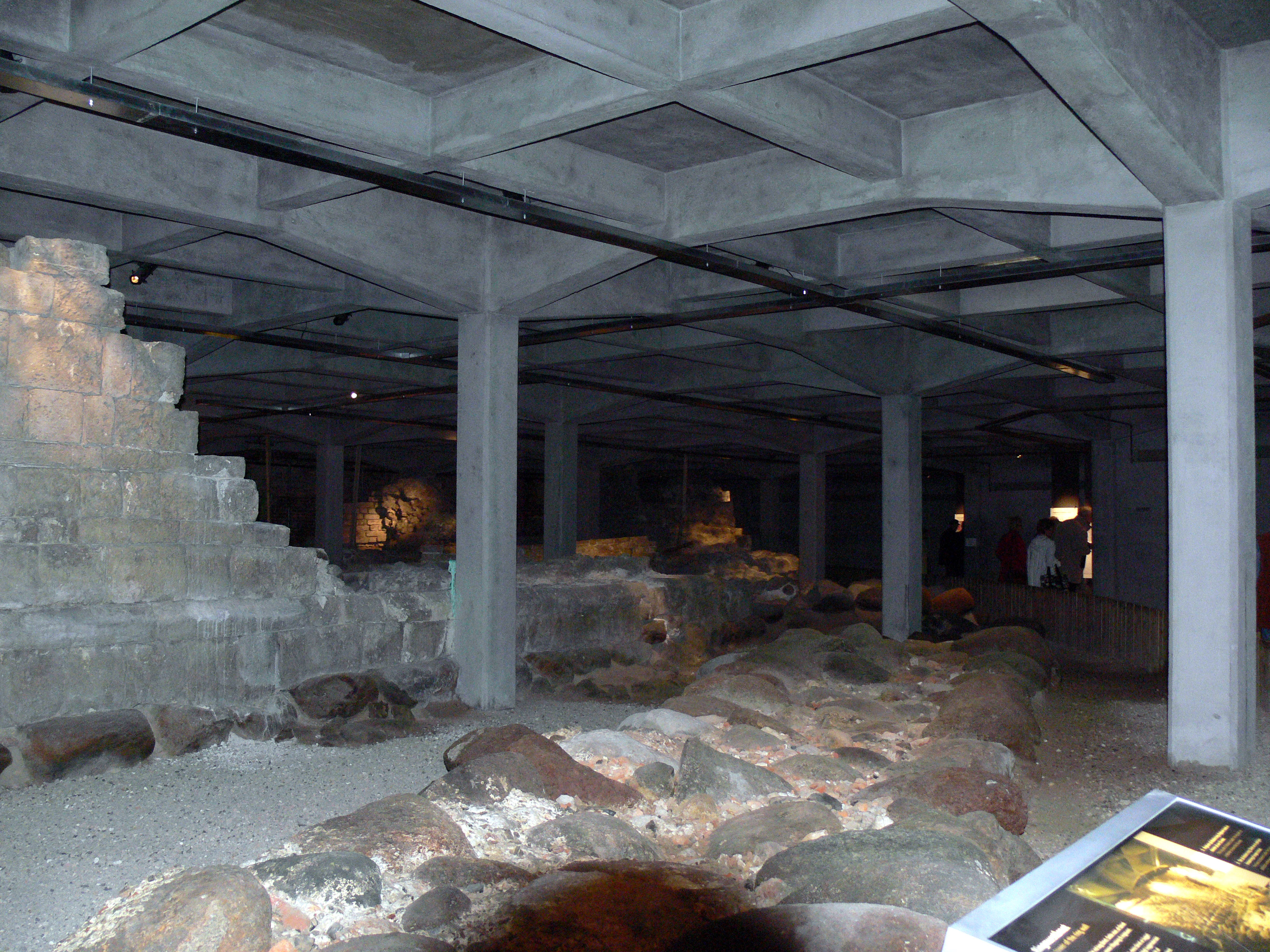
Gli scavi sotterranei all'attuale palazzo hanno messo in luce i resti dell'antico castello di Absalon

Il primo castello costruito sul sito del palazzo, fu il castello di Absalon. Secondo il cronista danese Saxo Grammaticus, il vescovo Absalon di Roskilde costruì un castello nel 1167 su una piccola isola naturale appena fuori dal porto di Copenaghen. Il castello era composto da un muro esterno che accerchiava e racchiudeva al suo interno diverse strutture, tra cui il palazzo del vescovo, una cappella ed altri locali di servizio.
Alla morte di Absalon nel 1201, la proprietà del castello e della città di Copenaghen passarono al vescovo di Roskilde. Nei decenni successivi il castello fu frequentemente sotto attacco sia da parte dei pirati venedi che dalle città della Lega anseatica che lo occuparono stabilmente dal 1249 al 1259.
Nel 1369, a seguito di un conflitto con Valdemaro IV di Danimarca, la Lega anseatica dovette inviare 40 spaccapietre a demolire il castello pietra per pietra, perdendo così un'importante base commerciale per i loro traffici nel mare del Nord.

### Castello di Copenaghen

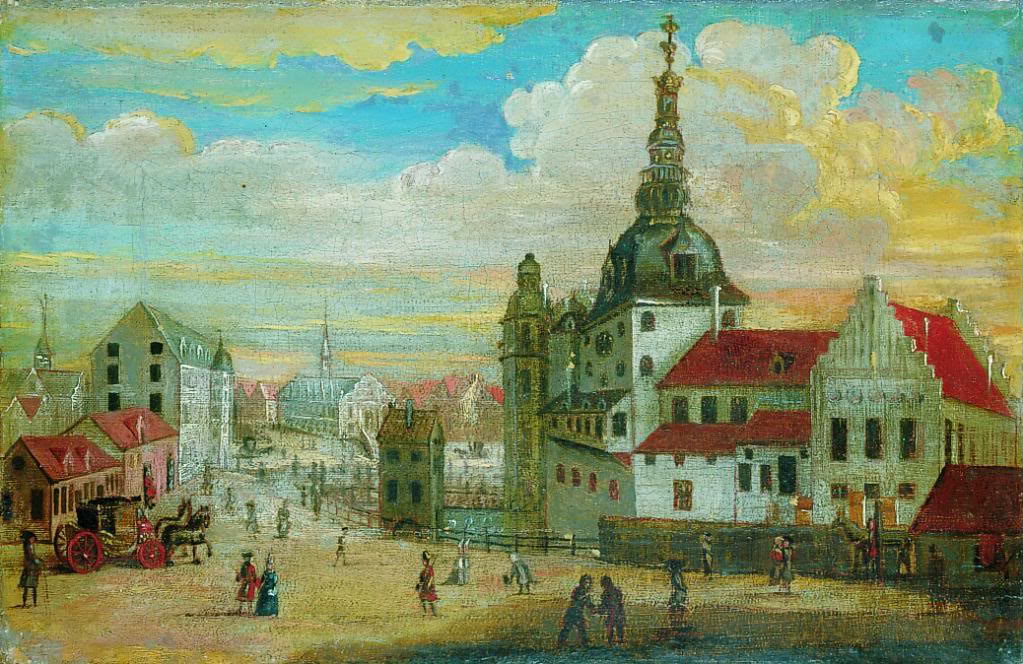
Il castello di Copenaghen nel 1698

Durante gli anni successivi alla demolizione del castello del vescovo Absalon a opera della Lega anseatica nel 1369, le rovine sull'isola si ricoprirono di terra e sopra di esse venne costruita una nuova fortezza, il castello di Copenaghen. Il castello era dotato anche in questo caso di un muro di cinta e di un fossato con una solida torre per cancello d'entrata.
Il castello era ancora di proprietà dei vescovi di Roskilde sino a quando re Eric VII usurpò i diritti sul castello nel 1417. Da quel momento in poi, il castello di Copenaghen venne occupato dai sovrani danesi. A metà del XV secolo, il castello divenne la residenza principale dei re danesi nonché il centro del governo statale.
Il castello venne ricostruito molte volte. Negli anni '20 del XVIII secolo, Federico IV ricostruì interamente il castello, ma la nuova struttura era così pesante rispetto alla precedente che le mura iniziarono a creparsi in più punti e a cedere. Divenne evidente per Cristiano VI, successore di Federico IV, immediatamente dopo la sua successione al trono nel 1730, che il castello andava ricostruito a partire dalle sue fondamenta, demolendo anche ciò che restava della struttura precedente.
La demolizione del castello di Copenaghen iniziò nel 1731 per far spazio alle prime nuove stanze del primo palazzo di Christiansborg.

### Primo palazzo di Christiansborg

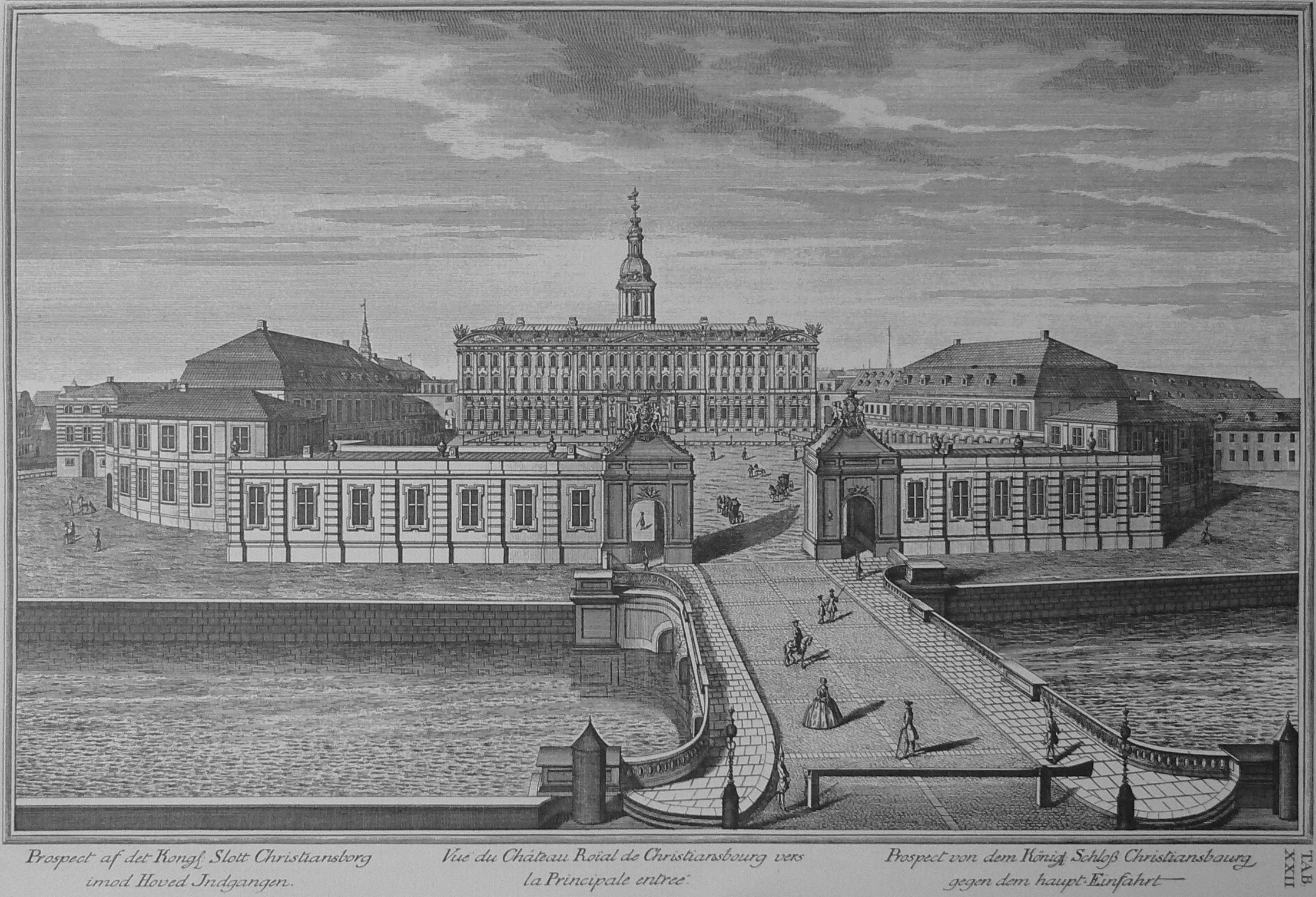
Il primo palazzo di Christiansborg nel 1746

Re Cristiano VI commissionò all'architetto Elias David Häusser la costruzione del primo palazzo di Christiansborg, e nel 1733 i lavori iniziarono a sviluppare la struttura di un magnifico palazzo reale di stile barocco. Dal 1738, la parte principale del progetto era terminata e potevano così avere iniziò le aree laterali, includendo la cappella e i giardini. Gran parte del complesso venne completato nel 1745.
Il palazzo e la cappella vennero danneggiati da un incendio scoppiato nel 1794, mentre si salvarono le scuderie che sono sopravvissute sino ai giorni nostri immutate.

### Secondo palazzo di Christiansborg

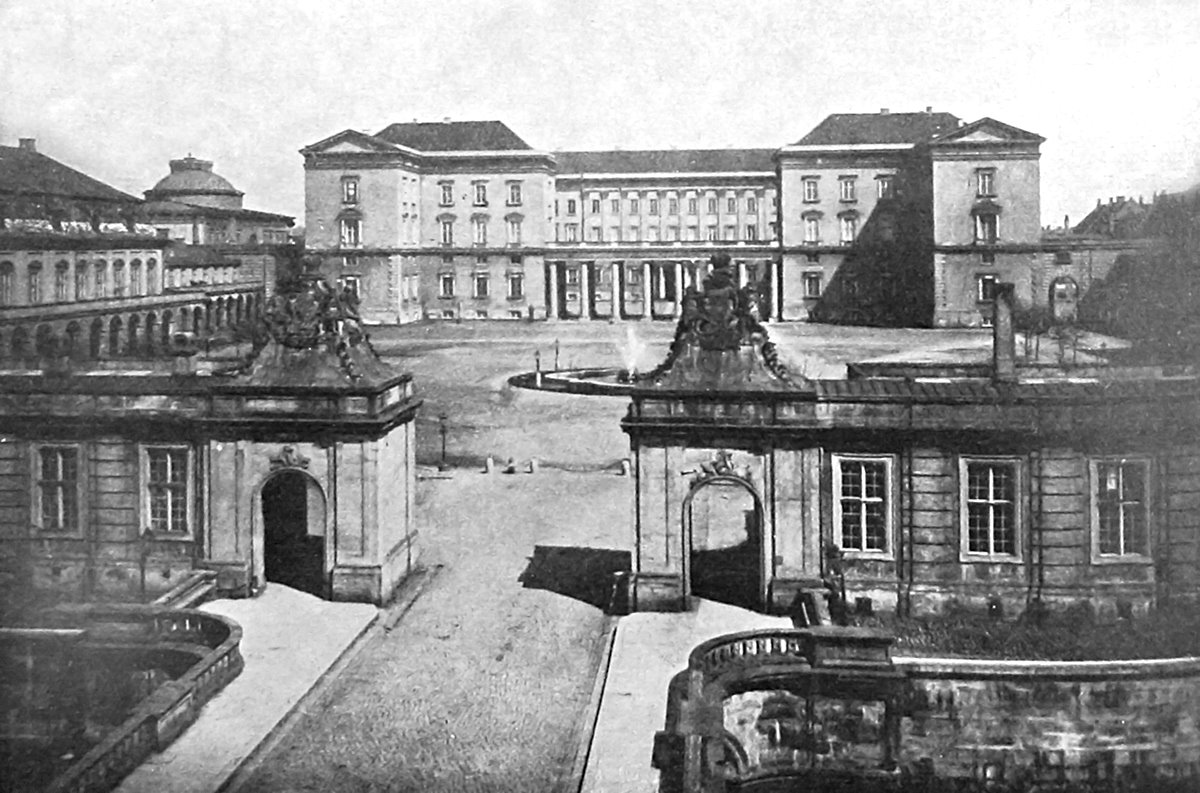
Il secondo palazzo di Christiansborg visto dai giardini

Mentre la famiglia reale visse temporaneamente al palazzo di Amalienborg, l'architetto di Altona, Christian Frederik Hansen, venne chiamato a Copenaghen per far risorgere letteralmente il palazzo dalle sue ceneri. Hansen iniziò così la costruzione del secondo palazzo di Christiansborg nel 1803 in stile impero francese. Il palazzo venne terminato nel 1828, ma Federico VI decise di non viverci, e lo utilizzò unicamente per il proprio intrattenimento. Re Federico VII fu l'unico monarca a vivere stabilmente nel palazzo, tra il 1852 ed il 1863.
Dopo l'introduzione della costituzione nel 1849, l'ala sud del palazzo divenne il luogo di riunione delle due camere governative del parlamento danese (il Rigsdagen).
Il secondo palazzo di Christiansborg bruciò in un nuovo rovinoso incendio nel 1884, dal quale vennero salvati solo i giardini e la cappella.

### Terzo palazzo di Christiansborg

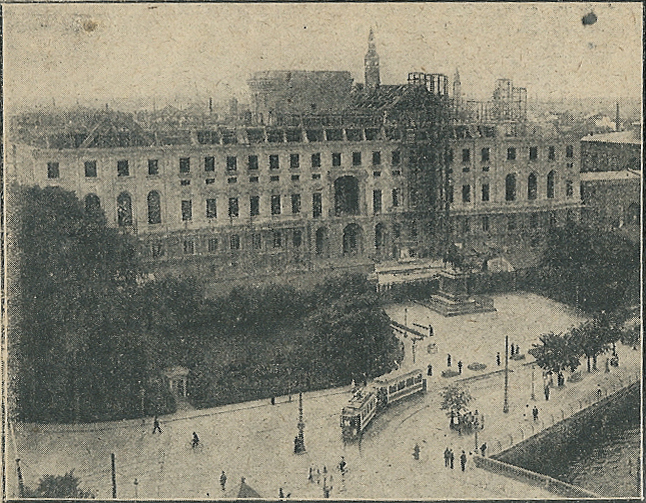
La costruzione del terzo (e attuale) palazzo nel 1914

Thorvald Jørgensen vinse il concorso indetto per la costruzione del terzo (ed attuale) palazzo di Christiansborg, che venne messo in cantiere nel 1907 e terminato nel 1928. Il palazzo venne concepito come un contenitore di tutti i poteri di stato, appartamenti per la famiglia reale, aree per il potere legislativo e aree per quello giudiziario, e venne costruito in stile neobarocco in cemento armato con una facciata ricoperta di granito. Frammenti del palazzo di Hansen si sono preservati nella facciata a nord, nelle stanze del principe Giorgio. Il tetto, originariamente in tegole, venne ricoperto in rame nel 1937-1938, con l'aggiunta anche delle eleganti corone alla sommità della torre centrale che, raggiungendo i 106 metri totali di altezza, si qualifica come la più alta della città.
Durante i lavori di ricostruzione, vennero alla luce le tracce dei castelli di Absalon e Copenaghen e per questo si decise di renderli accessibili al pubblico con l'organizzazione di un museo apposito inaugurato nel 1924.

## Il palazzo oggi

1: Palazzo, 2: Cancello del Re, 3: Corte d'Onore, 4: Cortile interno, 5: Entrata al parlamento, 6: Cortile del Rigsdag, 7: Museo del teatro, 8: Stalle Reali, 9: Ponte di Marmo, 10: Cortile grande, 11: Scuola di cavalleria, 12: Museo Thorvaldsen, 13: Entrata alla Corte Suprema, 14: Cancello della Regina, Entrata agli appartamenti reali,15 Cappella, 16: Cortile del principe Giorgio

Il palazzo risulta diviso nella sua metà, col parlamento nell'area sud con gli appartamenti reali, mentre la Corte Suprema e l'ufficio del primo ministro sono posti a nord.
Molte parti del palazzo sono aperte al pubblico con la possibilità di visite guidate.

### Gli appartamenti reali

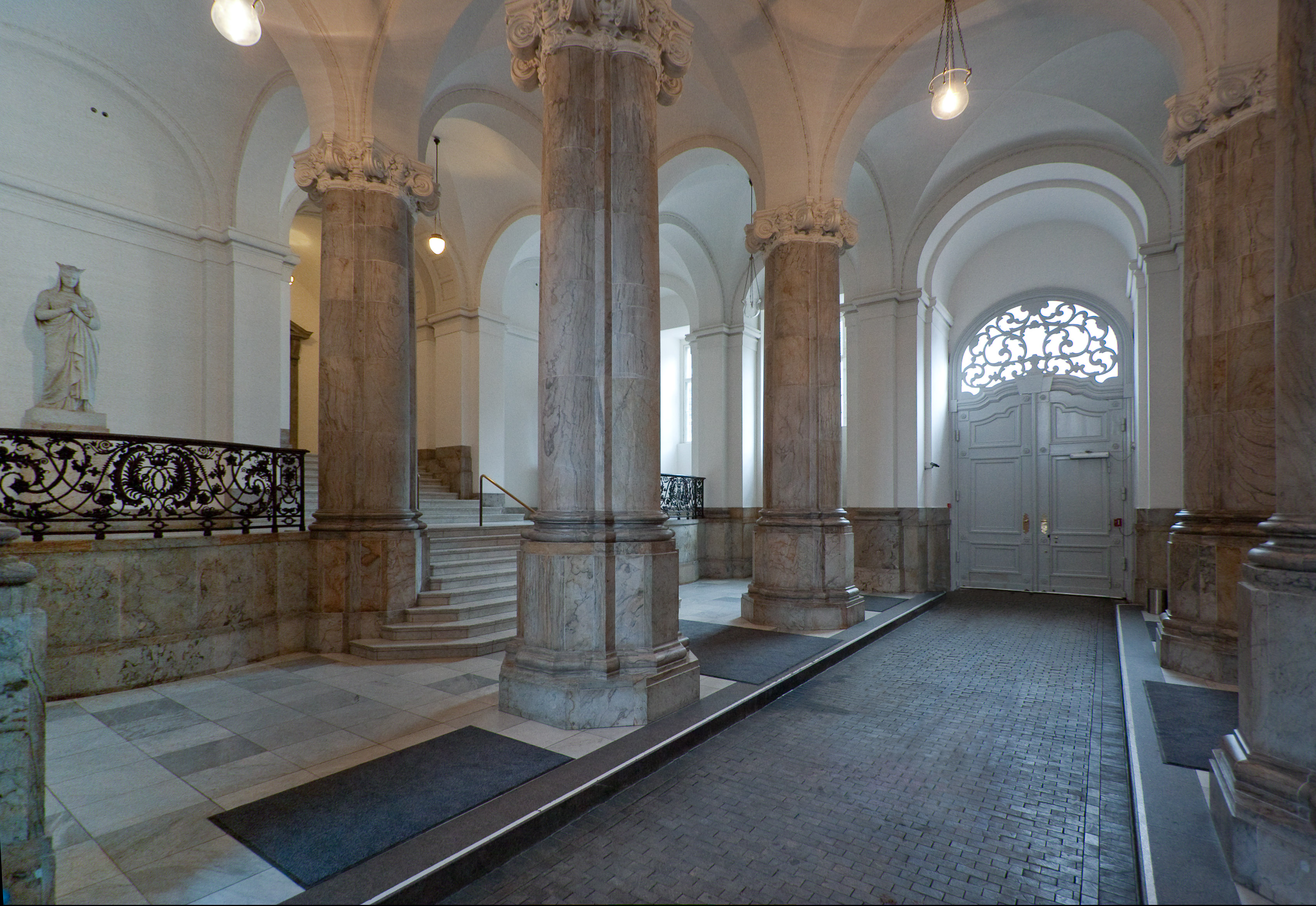
Il Cancello della Regina è l'entrata principale agli appartamenti reali al palazzo

Gli appartamenti reali al palazzo di Christiansborg sono posti al piano terra ed al primo piano dell'area nord del palazzo. Le stanze sono utilizzate per funzioni ufficiali del monarca come banchetti, pranzi di stato, pranzi di capodanno, ricevimenti diplomatici, udienze e incontri del consiglio di stato danese.
Gli appartamenti reali sono riccamente adorni di mobili e opere d'arte che sono stati recuperati dai palazzi precedentemente andati distrutti, oltre a opere di artisti danesi come Nicolai Abraham Abildgaard, Christoffer Wilhelm Eckersberg, Laurits Tuxen, Joakim Skovgaard e Bjørn Nørgaard.
Per raggiungere gli appartamenti reali è necessario oltrepassare il Cancello della Regina (Dronningeporten), e attraverso la Sala degli Alabardieri (Drabantsalen) ci si immette nello Scalone del Re (Kongetrappen). Ai piedi della scalinata si trovano la Stanza delle Udienze (Audiensgemakket) e la Stanza del Consiglio di Stato (Statsrådssalen). Il Re tiene udienza ogni lunedì e prende parte al Consiglio di Stato ove richiesto, solitamente il venerdì, dove gli vengono sottoposti gli atti approvati dal parlamento. Entrambi gli ambienti risultano chiusi al pubblico.
Lo Scalone del Re dà accesso alla Sala della Torre (Tårnsalen) che dispone di alcuni arazzi con motivi derivati da leggende danesi, su cartoni di Joakim Skovgaard.

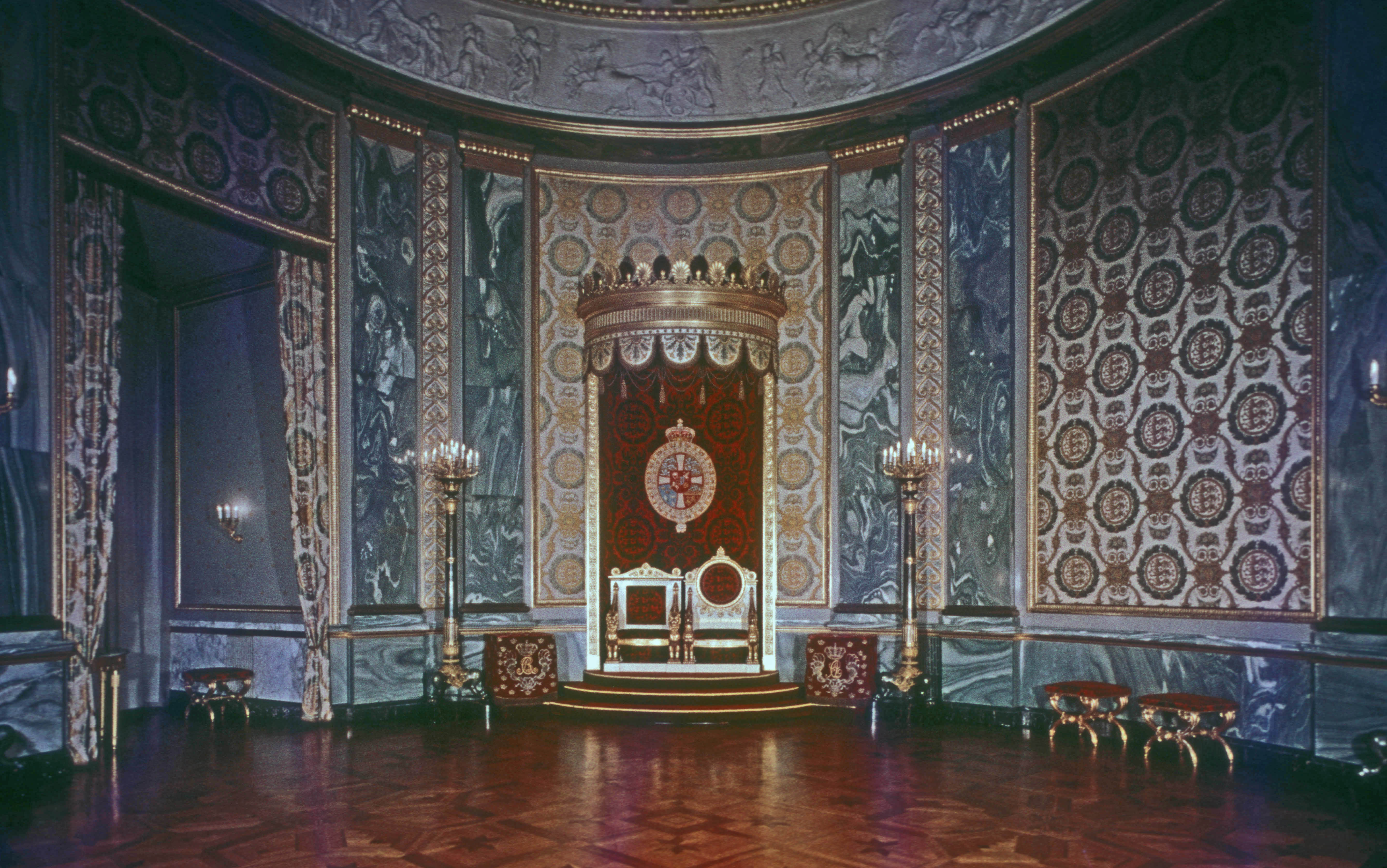
La Sala del Trono è dove gli ambasciatori stranieri presentano le loro credenziali al Re.

Proprio di fronte alla piazza del palazzo si trova l'ovale Sala del Trono (Tronsalen) dove gli ambasciatori stranieri presentano le loro credenziali al Re Federico X. La Sala del Trono inoltre dà accesso diretto alla balconata dalla quale si affacciano i monarchi danesi dopo l'incoronazione. La sala è decorata sul soffitto da dipinti di Kræsten Iversen, con temi derivati dalla leggenda della nascita della bandiera di Danimarca e della sua miracolosa caduta dal cielo in Estonia nel 1219.
Tra gli appartamenti reali è inclusa anche la Sala di Fredensborg (Fredensborgsalen) con un dipinto di Laurits Tuxen raffigurante re Cristiano IX con la famiglia al Palazzo di Fredensborg e parte della Biblioteca della Regina.
La Grande Sala è la più grande e spettacolare di tutti gli appartamenti reali. La sala è lunga 40 metri e alta 10, realizzata sullo stile di una grande galleria, e può accogliere 400 invitati, venendo quindi utilizzata per banchetti, cene di stato e ricevimenti. La sala venne restaurata in occasione del 60º compleanno della regina Margherita II quando l'artista Bjørn Nørgaard realizzò 17 arazzi con le storie della Danimarca, doni della comunità danese.
La Sala di Alessandro (Alexandersalen) prende nome da una scultura in fregio di Bertel Thorvaldsen denominata "Alessandro il Grande entra a Babilonia". Il fregio venne realizzato per il secondo palazzo di Christiansborg e venne salvato dalle fiamme, poi restaurato e posto in questa sala. La sala è utilizzata per ricevimenti minori e cene ufficiali, spesso connesse alle visite di stato.

### Le rovine sotto il palazzo
Sotto l'attuale palazzo si trovano le rovine dei castelli del vescovo Absalon e di quello di Copenaghen. Quando vennero create le fondamenta per l'attuale palazzo di Christiansborg, i lavoratori trovarono parte del muro esterno e della struttura degli antichi castelli.
Vennero chiamati per l'occasione degli esperti del Museo Nazionale di Danimarca per analizzare i resti (i più antichi risalenti al 1167), ubicati prevalentemente nell'area della Corte interna, suscitando grande interesse archeologico. Si decise pertanto di non ricoprire semplicemente i ritrovamenti ma di creare una struttura che potesse renderli visitabili al pubblico ed i lavori di sistemazione vennero completati nel 1908 ed il museo venne aperto nel 1924, subendo un restauro nel 1974.

### La cappella del palazzo

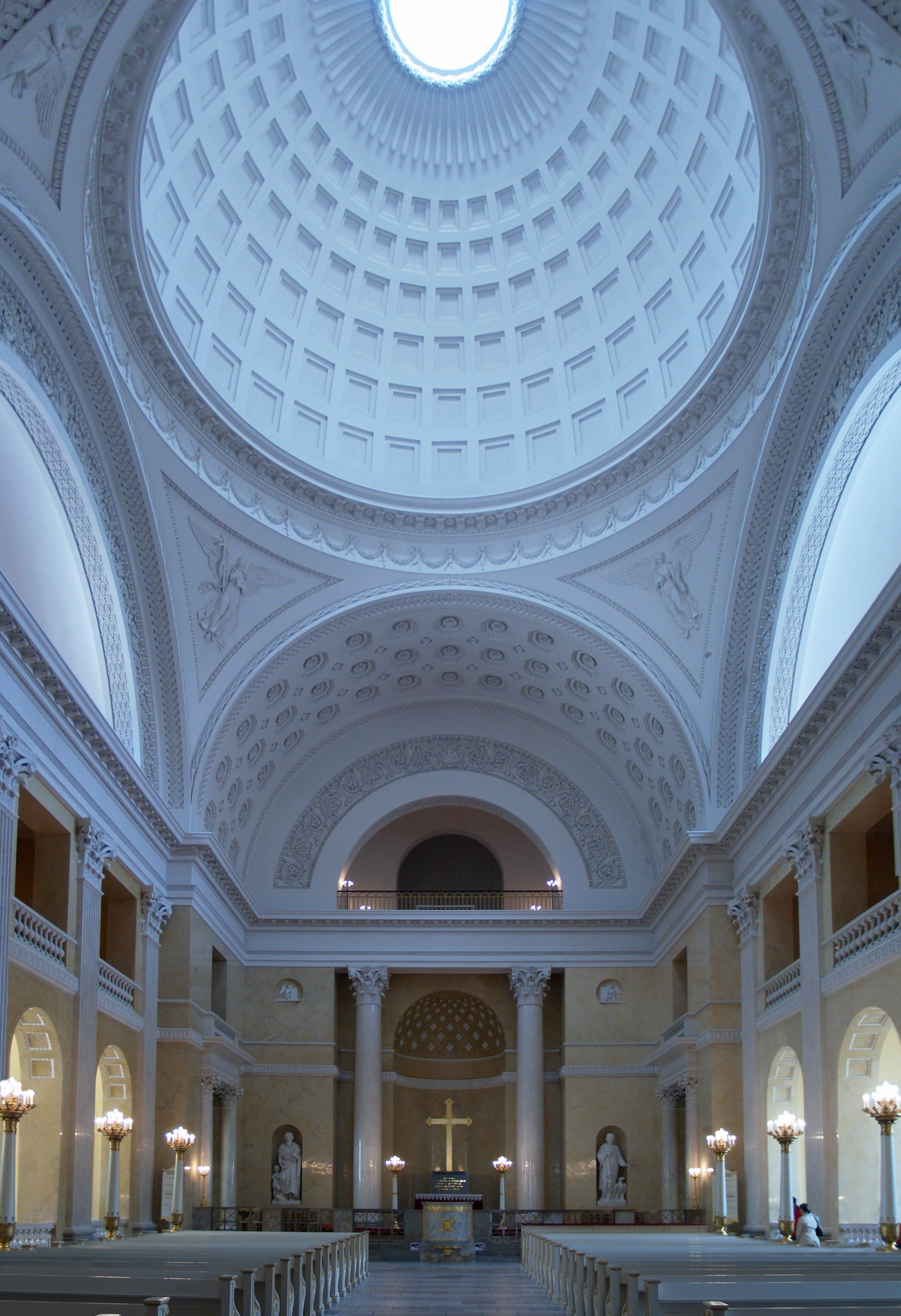
La cappella del palazzo

La cappella del palazzo di Christiansborg è una delle parti del palazzo a disposizione del monarca danese. Essa è utilizzata per cerimonie religiose legate alla famiglia reale danese come battesimi, cresime, matrimoni e funerali di stato. Essa è inoltre utilizzata dal parlamento danese per il culto annuale in occasione dell'apertura dei lavori del parlamento.
La storia della cappella del palazzo è da ricondurre al primo palazzo di Christiansborg, costruito su progetto di Elias David Häusser tra il 1733 ed il 1745. Re Cristiano VI era orgoglioso di questa sua costruzione e commissionò al giovane architetto Nicolai Eigtved il disegno di una cappella (1738–42). Eigtved colse l'occasione per realizzare uno dei più splendidi interni rococò in Danimarca.
L'incendio del 1794 danneggiò gravemente questa parte e per questo si decise di raderla al suolo, ma per fortuna questa demolizione non ebbe mai luogo completamente.
L'architetto Christian Frederik Hansen, che ricostruì il palazzo nel 1803–1828, ottenne commissione di realizzare la nuova cappella del palazzo nel 1810. I lavori ebbero inizio nel 1813, sfruttando le fondazioni esistenti il più possibile assieme ai materiali di recupero. La chiesa venne ricostruita in stile neoclassico, con una cupola alla sommità. La cappella del palazzo venne inaugurata la domenica di Pentecoste, il 14 maggio 1826, a celebrare il 1000º anniversario dell'introduzione del cristianesimo in Danimarca.
Il secondo incendio al palazzo nel 1884 risparmiò la chiesa, dal momento che il fuoco si fermò alle costruzioni collegate al palazzo.
Durante un incendio che colpì la chiesa nel 1992, la cupola bruciò e parte dell'archivio della chiesa venne seriamente danneggiato. Poco dopo il Ministero danese per il finanziamento dei palazzi e l'Agenzia delle proprietà iniziarono la ricostruzione della cappella secondo i disegni dello studio di Erik Møller. Non esistevano disegni del tetto e della cupola e pertanto venne fatta una sistematica ricerca archeologica sulla base di memorie scritte, fotografiche e sulla base della struttura esistente.
Gli esperti danesi non si dimostrarono all'altezza di restaurare e ricreare la scagliola interna e per questo venne chiamato l'esperto tedesco Manfred Siller che si preoccupò degli stucchi.
La chiesa ricostruita venne inaugurata il 14 gennaio 1997 in occasione del giubileo d'argento della regina Margherita II. La costruzione venne onorata del prestigioso premio Europa Nostra.

### Il complesso della scuola di equitazione

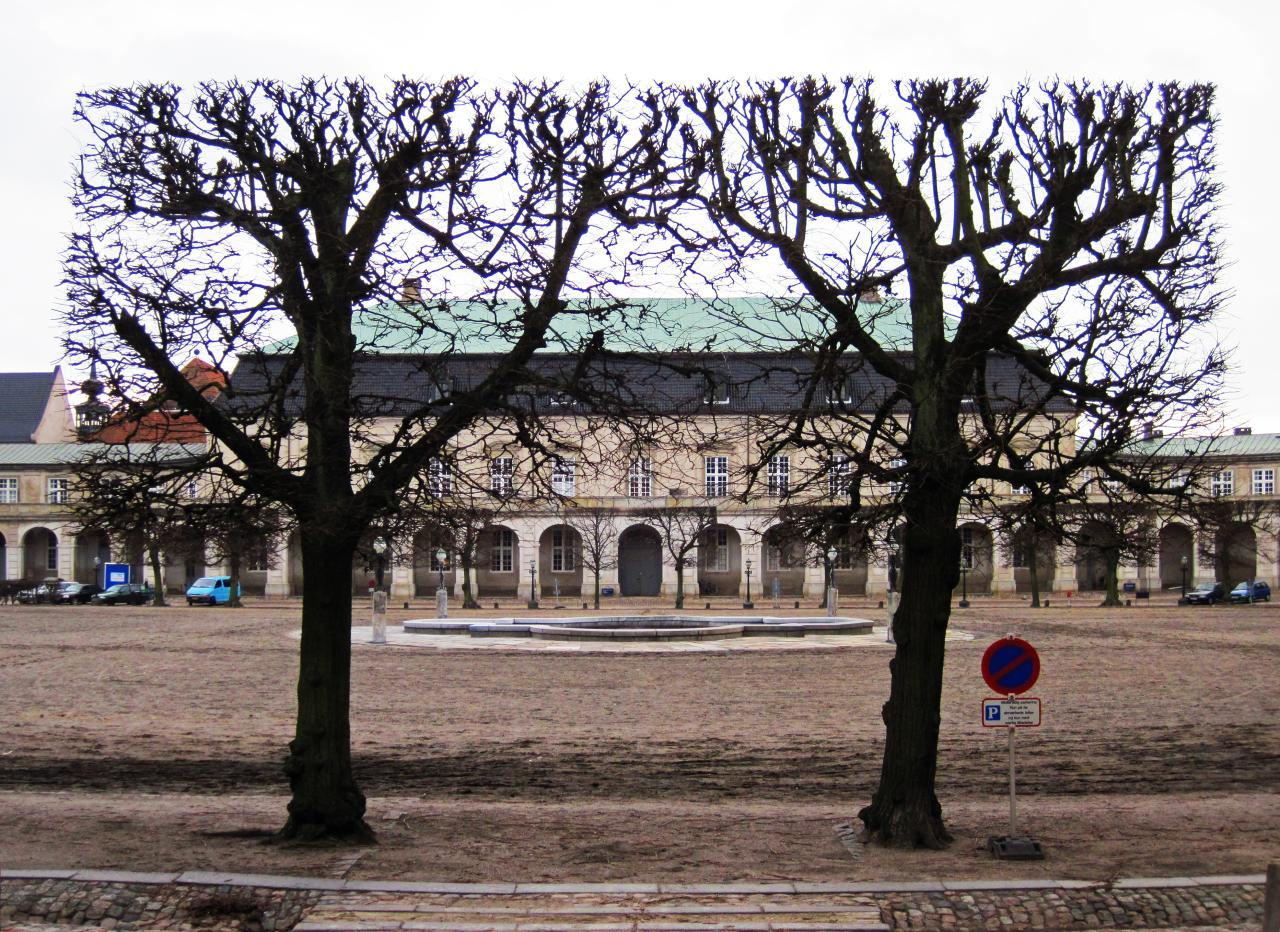
La scuola di cavalleria del palazzo di Christiansborg e le Stalle Reali

Il complesso della scuola di equitazione è tutto ciò che ad oggi rimane del primo palazzo di Christiansborg. La struttura consiste in due ali simmetriche con nel centro una stalla bassa che termina nei pressi del canale di Frederiksholm Canal.
Nel 1742, l'ala nord del complesso venne terminata. I lavori all'ala sud iniziarono nel giugno del 1740 ma si dovettero fermare già nell'autunno di quello stesso anno per la mancanza di fondi. Il lavoro riprese nel gennaio del 1744, questa volta sotto la supervisione del giovane architetto Nicolai Eigtved che arricchì questa parte del complesso con le sue doti artistiche. Nel 1746, 87 cavalli da caccia e 165 cavalli per carrozze vennero trasferiti nelle nuove stalle.
Nel 1766-67, l'architetto Nicolas-Henri Jardin costruì il teatro di corte sopra le stalle, nell'area oggi occupata dal museo del teatro reale.

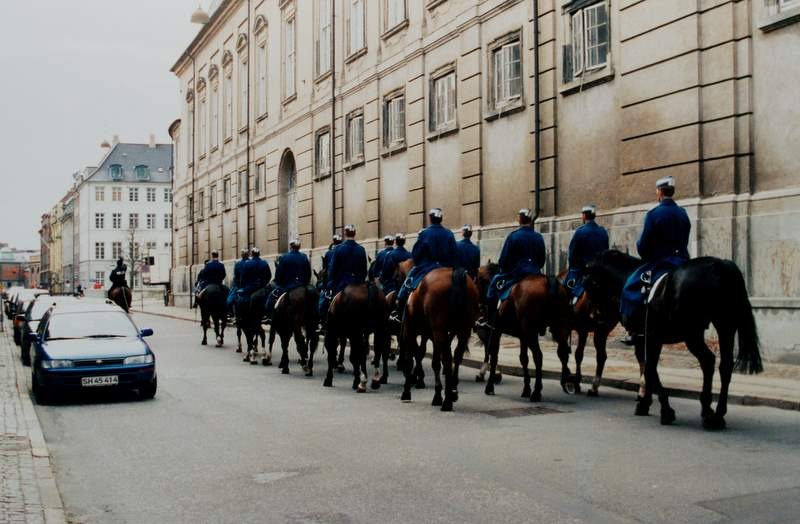
Una scorta di ussari nei pressi delle Stalle Reali

Le Stalle Reali accolgono ancora oggi i cavalli in uso alla scorta reale di ussari nonché una preziosa collezione di carrozze utilizzate dalla famiglia reale danese per i trasporti cerimoniali, durante le festività di stato ed in occasioni particolari. Nel 1789 il numero di cavalli accolti raggiunse il suo picco attestandosi a 270. Attualmente vi sono circa 20 cavalli alloggiati nelle stalle, mentre una parte di quelle originarie sono state convertite in uffici e autorimesse.
Dal 2007 al 2009 le Stalle Reali danesi sono state oggetto di un rinnovamento per venire incontro alle nuove leggi sulla vita degli animali nelle stalle.

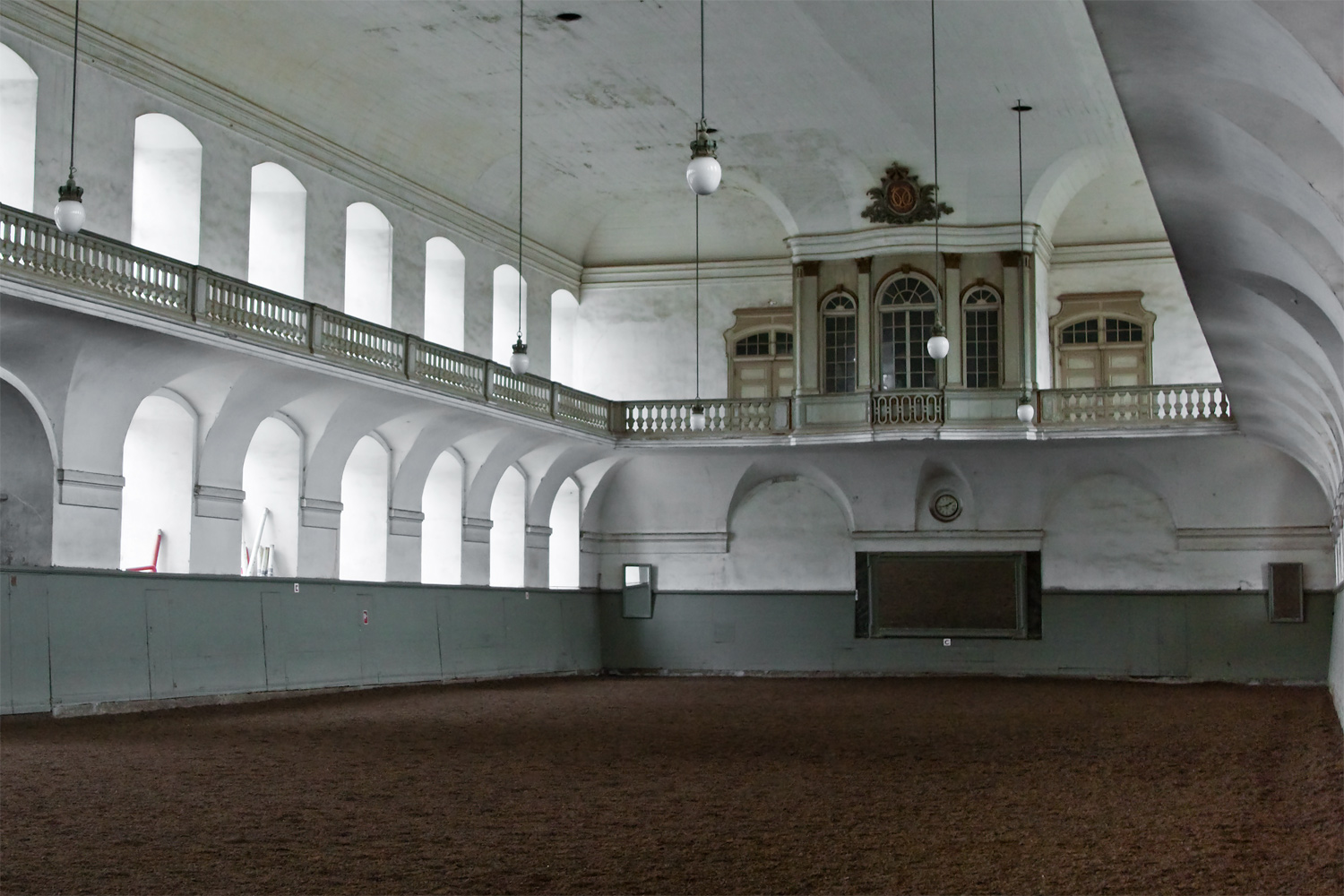
La Scuola di Equitazione con il palco reale sulla balconata, visibile sullo sfondo.

Nell'ala nord del complesso delle stalle venne posta la scuola di equitazione, proprio di fronte al teatro di corte. Essa venne utilizzata un tempo come oggi per esercizi e spettacoli di equitazione, oltre che per diversi eventi che coinvolgono performance d'opera e teatrali.
L'interno della struttura è rimasto pressoché identico al Settecento, con una grandiosa balconata dotata di un palco reale per permettere al pubblico di assistere alle esibizioni dei cavallerizzi.

#### Il teatro di corte

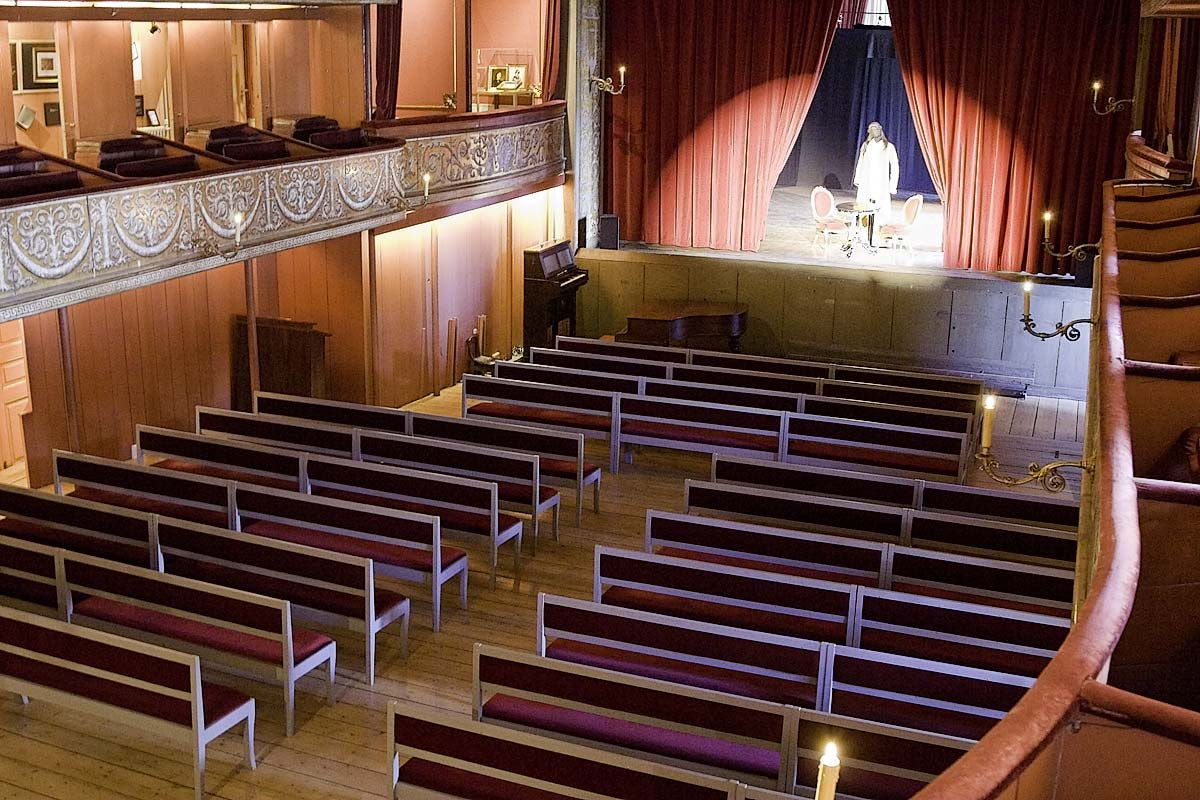
L'auditorium del teatro di corte danese

Il teatro di corte danese si trova costruito sopra le stalle nell'ala sud del complesso dei cavallerizzi, di fronte alla scuola di equitazione. Dal 1922 il teatro di corte ospita il Museo del Teatro. L'auditorium è ancora oggi utilizzato per performance teatrale, letture e programmi televisivi.
Già nel castello di Copenaghen, una delle ali laterali era stata adattata per accogliere un teatro di corte. Ad ogni modo, il primo Palazzo di Christiansborg venne costruito senza un teatro. Durante l'inizio del regno di Cristiano VII divenne convenzione comune per i monarchi avere un loro teatro personale e per questo nel 1766 si decise di costruire un vero e proprio teatro di corte, adattando un'area semicircolare usata come magazzino. Il teatro di corte danese venne disegnato dall'architetto francese Nicolas-Henri Jardin ed inaugurato da re Cristiano VII e dalla regina Carolina Matilde nel gennaio del 1767. Poco rimane di questo originale teatro dal momento che esso venne ricostruito nel 1842 sulla base dei disegni dell'architetto danese Jørgen Hansen Koch, che lo unì nelle sue funzioni al Teatro Reale Danese. Nel 1881 il teatro venne chiuso agli spettatori dopo l'incendio che in quello stesso anno aveva colpito il Ringtheater di Vienna, mettendo in luce il pericolo di utilizzare vecchi teatri.

### Altri ambienti

#### Il Ponte di Marmo e i padiglioni

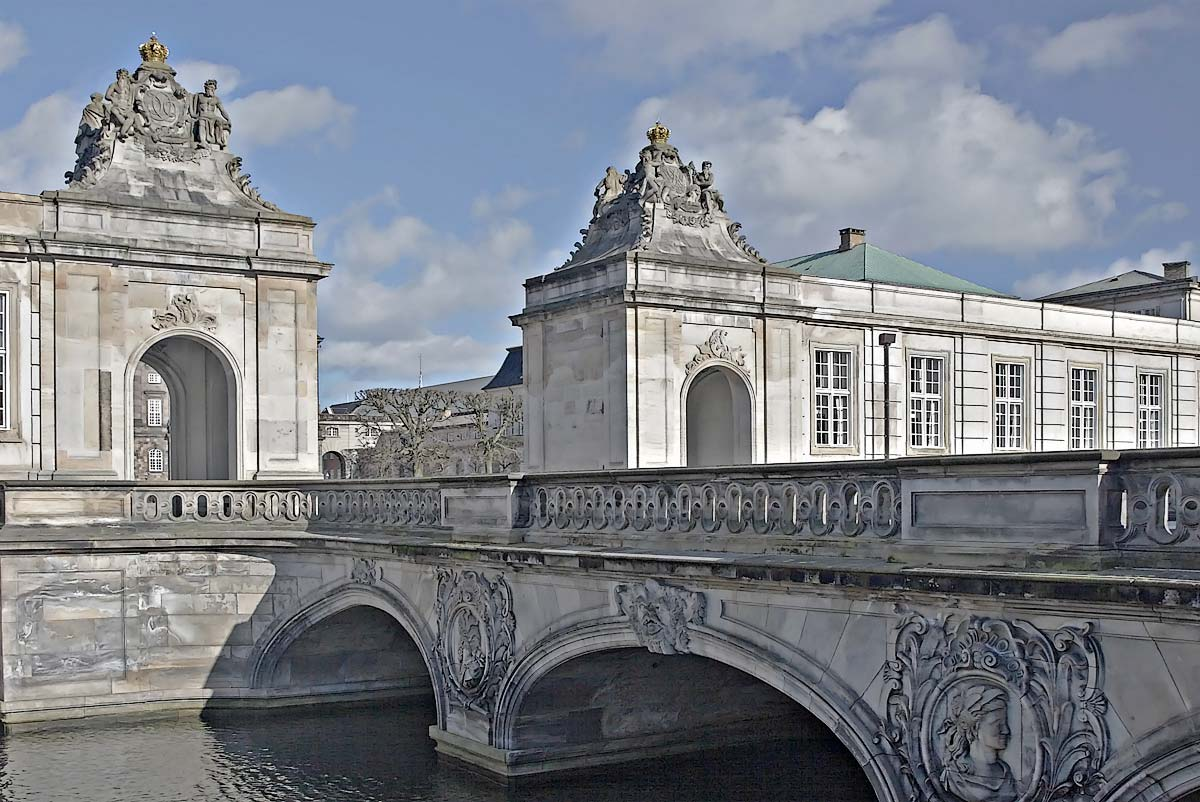
Il Ponte di Marmo e i padiglioni

Nel progetto originale di Häusser del primo palazzo di Christiansborg, le due ali laterali del palazzo dovevano essere unite da un cancello sul Canale di Frederiksholm e per questo si rendeva necessario costruire un ponte levatoio sul corso d'acqua. La Commissione per la costruzione del palazzo non si dimostrò completamente soddisfatta di questa proposta e chiese a due giovani architetti, Nicolai Eigtved e Lauritz de Thurah, di trovare una soluzione alternativa.
La loro proposta includeva un ponte permanente sul canale di Frederiksholm a formare l'ingresso principale con due portali laterali a mo' di padiglione che immettevano nelle ali laterali, fiancheggiando il grande cancello d'ingresso che introduceva invece al palazzo. Entrambi i padiglioni vennero realizzati secondo il nuovo gusto dello stile rococò.
Il ponte era estremamente elegante, realizzato in arenaria chiara e coperto da medaglioni scolpiti ad opera dell'artista francese Louis August le Clerc. Il pavimento venne ricoperto di marmo norvegese, da cui appunto il nome di Ponte di Marmo (Marmorbro).
I padiglioni vennero invece ricoperti con arenaria proveniente dalla Sassonia e riccamente decorati ad opera dello scultore Johan Christof Petzoldt che vi realizzò dei tetti concavi con figure allegoriche a simboleggiare le virtù ideali del monarca ed il monogramma di Cristiano VII. Le decorazioni interne vennero curate da Jacob Fortling. Il ponte e i padiglioni vennero terminati nel 1744.
Nel 1996, quando Copenaghen venne nominata Capitale Europea della Cultura, l'Agenzia dei Palazzi e delle Proprietà terminò il restauro del ponte che era durato dal 1978 ad opera dell'architetto Erik Hansen.

#### Statua equestre di re Cristiano IX
Poco dopo la morte di re Cristiano IX nel 1906 iniziò una sottoscrizione per la raccolta di fondi per costruire una statua equestre in suo onore. L'anno successivo il concorso chiamò quattro artisti a collaborare al progetto che sarebbe dovuto sorgere nel complesso di equitazione come pendant della statua già esistente dedicata a Federico VII nella piazza del palazzo.
La scultrice Anne Marie Carl-Nielsen, moglie del compositore Carl Nielsen, vinse la competizione con la proposta di una nuova statua equestre. Secondo il progetto, la statua doveva sorgere su un alto piedistallo con dei rilievi alla base raffiguranti una processione di uomini famosi del tempo, tra cui l'industriale Carl Frederik Tietgen, il politico Jakob Brønnum Scavenius Estrup ed i poeti Jens Peter Jacobsen e Holger Drachmann. Il progetto dei rilievi venne in seguito abbandonato e l'architetto Andreas Clemmensen disegnò il piedistallo che attualmente accoglie il cavallo, modello per il quale venne preso un cavallo dell'Hannover con grande dispiacere degli allevatori danesi.
Il monumento richiese diversi anni per essere completato e venne terminato nel 1927, 21 anni dopo la morte del re.

#### L'ala del parlamento

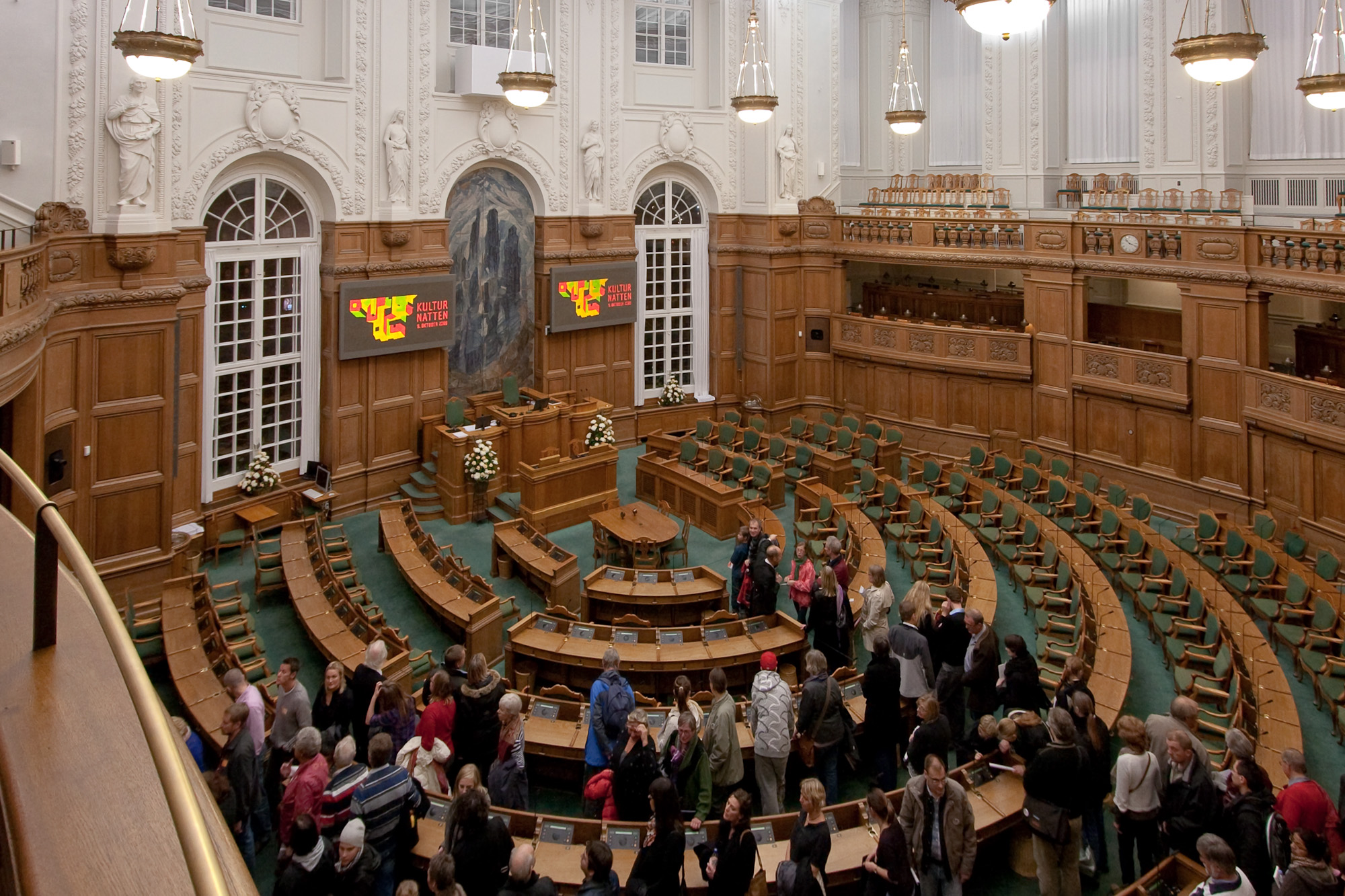
La camera del Folketing

Il piano terra dell'area parlamentare è strutturato attorno ad un'area bilobata. Alla fine dei due lobi si trovano le camere del Rigsdagen, il parlamento bicamerale danese; la camera del Folketing è collocata all'estremità opposta, oltre a stanze di servizio ed uffici.